# Balanînî, Berezivka
Balanînî (în ucraineană Баланини) este un sat în comuna Ivanivka din raionul Berezivka, regiunea Odesa, Ucraina.

## Demografie
Componența lingvistică a localității Balanînî
     Ucraineană (91,78%)
     Rusă (2,28%)
     Română (2,28%)
     Alte limbi (1,37%)
Conform recensământului din 2001, majoritatea populației localității Balanînî era vorbitoare de ucraineană (91,78%), existând în minoritate și vorbitori de rusă (2,28%), română (2,28%) și găgăuză (1,83%).